# 諾凱特 (堪薩斯州)
諾凱特（英語：Norcatur）是一個位於美國堪薩斯州第開特縣的城市。

## 地方資料
根據2020年美國人口普查的數據，諾凱特的面積為2.58平方千米，當中陸地面積為2.58平方千米，而水域面積為0.00平方千米。當地共有人口159人，而人口密度為每平方千米61.63人。